# جن باوند
جن باوند (بالإنجليزية: Gunbound)‏، من إنتاج شركة سوفتنيكس softnyx هي لعبة على الشبكة عن طريق عميل online game وهي لعبة جماعية مشابهة للعبة الدود الشهيرة.

## نظاماللعب
تلعب عن طريق نظام الفرق كل فريق يقاتل الآخر حتي يفوز أحدهما عن طريق تحقيق غاية النظم المختلفة ومنها نظام فردي حيث يقتل كل من فريق الآخر حتي يصفي الفريق كله وهنالك نظام سكور حيث يعمل الفريقان علي تخفيض نقاط الفريق الآخر وهناك نظام التاج حيث يمكن لكل
لاعب اختيار عربتين يقاتل بهما وهناك نظام يهدف لتحقيق النقاط حتي الوصول للمائة عن طريق استهداف شيء يسمي جويل والتي تختلف قيمته من 5 و1 و25 ونظام كور القوة وهو مثل الفردي مع امزيد من الإمدادات التي تحصل عليها العربة من حيث تزيد من قوتها.

## العربات
هي أساس اللعبة حيث يختار اللاعب عربة أو اثنان في نظام التاج وهي تنقسم لثلاث أنواع من حيث الدرع وهي ارور وشيلد وبيو وتنقسم لاربع أنواع من حيث الاسلحة وهي (لنار تفجير)وكهرباء وليسرو (ضربة قوة) وتختلف قوة الغربة من حيث قوة الدرع والضربات والقدرة علي التحرك ابعد من العربات الأخرى والقدرة علي الضرب ثانية أسرع.

## قدرات اللاعب
ويحصل عليها عن طريق ارتداه ملابس تزيد من قدرات العربة ويستطيع اللاعب شراءها بالنقود التي يحصلها في اللعبة أو عن طريق التبادل والشراء بأموال حقيقية.